# Jérôme Barbeillon
Jérôme Barbeillon (* 27. September 1974 in Frankreich) ist ein französischer Karambolagespieler der Disziplin Dreiband.

## Karriere
Barbeillon holte sich seine erste Medaille bei einem Turnier der Fédération Française de Billard (FFB) 2004. Bis 2019 kamen 30 weitere hinzu. Er war 2012 und 2016 französischer Meister im Dreiband, jeweils drei Silber- und Bronzemedaillen konnte er bei dem höchsten französischen Turnier erspielen. Sein größter Erfolg bisher war die Goldmedaille bei der Dreiband-Europameisterschaft für Nationalmannschaften 2011 mit Jérémy Bury vor heimischem Publikum in Saint-Brevin-les-Pins.

## Erfolge
- Dreiband-Europameisterschaft für Nationalmannschaften:  2011
- Französische Dreiband-Meisterschaft:  2012, 2016  2011, 2013, 2019  2008, 2010, 2015
- FFB-Turniere: 31 ×

Quellen: 